# Jean-Baptiste Donatien de Vimeur
Jean-Baptiste Donatien de Vimeur, Rochambeau grófja (franciául: Jean-Baptiste-Donatien de Vimeur, comte de Rochambeau; Vendôme, 1725. július 1. – Thoré-la-Rochette, 1807. május 30.) francia marsall, nemes és katonai parancsnok. Nagyban segítette a tizenhárom gyarmat harcát a britek ellen az amerikai függetlenségi háború idején. Ez idő alatt volt a Francia Expedíciós Hadsereg főparancsnoka.

## Katonai élete
Baptiste Donatien de Vimeur Vendôme-ban született, Orléanais tartományban. A blois-i jezsuita egyetemen tanult. A bátyja halála után csatlakozott a lovas egységhez; Csehországban, Bajorországban és a Rajna mentén szolgált az osztrák örökösödési háború idején. 1747-ben megkapta az ezredesi rangot. Részt vett Maastricht ostromában (1748), 1749-ben Vendôme kormányzója lett. A hétéves háború kitörésekor a menorci csatában (1756) kitüntette magát, és gyalogsági tábornokká léptették elő. 1758-ban Németországban harcolt a krefeldi és a clostercampi csatában, utóbbiban több sebesülést szerzett.

## Amerikai függetlenségi háború
1780-ban Rochambeau-t a szárazföldi erők parancsnokává nevezték ki a Expédition Particulière nevű terv részeként. 7000 francia katona parancsnokaként azt a feladatot kapta, hogy csatlakozzon a George Washington által vezetett kontinentális hadsereghez az amerikai függetlenségi háborúban. Segédje és tolmácsa Axel von Fersen volt. A rendelkezésére álló erő kis mérete miatt kezdetben vonakodott az expedíció vezetésétől.
Július 10-én Newportnál, Rhode Islanden szállt partra, azonban egy éven át tétlenül állomásozott, mivel nem volt hajlandó elhagyni a a britek által a Narragansett-öbölben blokkolt flottát. A mai Brown egyetem (korábban The College in the Colony of Rhode Island and Providence Plantations) szolgált táborhelyként Rochambeau csapatainak, ahol az iskola legnagyobb és legrégebbi épületét katonai kórházzá alakították. 
1781 júliusában a csapatok Connecticuton át elhagyták Rhode Island-et, hogy a csatlakozzanak Washingtonhoz a Hudson folyón Mount Kisco-ban. 1781. július 6-tól augusztus 18-ig az Odell farm szolgált a Rochambeau hadiszállásaként.
Washington és Rochambeau ezt követően Yorktown ostromához és a Chesapeake-i csatához vonultak. Szeptember 22-én egyesítették seregüket Lafayette csapataival, október 19-én pedig lemondásra kényszerítették Charles Cornwallist. A konföderáció kongresszusa két britektől elvett ágyúval jutalmazta Rochambeaut szolgálatának elismeréseként, aki visszajuttatta azokat Vendôme-ba, ahol 1792-ben rekvirálásra kerültek.

## Visszatérése Franciaországba
Amikor visszatért Franciaországba, Rochambeau-t kitüntette XVI. Lajos francia király, és Picardie tartomány kormányzójává vált. Támogatta az 1789-es francia forradalmat, és 1791. december 28-án ő és Nicolas Luckner lett az utolsó két tábornok, akiket XVI. Lajos tüntetett ki. Amikor a francia forradalmi háborúk kitörtek, 1792-ben egy ideig parancsot adott az Armée du Nord-nak, de lemondott az osztrákok többszörös visszavonása után. 1793-94-ben letartóztatták a felségárulás vádjával, és megszabadultak tőle.

## Öröksége

### Kitüntetései
Theodore Roosevelt elnök bemutatta Rochambeau szobrát Ferdinand Hamar-nak Franciaországtól és az Egyesült Államokbnak adott ajándékairól 1902. május 24-én Washingtonban, a  la Fayette téren, ahol az ünnepség alkalmából nagyszerű barátságot mutatott a két nemzet. Franciaországot Jules Cambon nagykövet, Fournier admirális és Henri Brugère tábornok képviselte, valamint a Gaulois csatahajó tengerészei. A la Fayette és a Rochambeau család képviselői is részt vettek. A Rochambeau fétét párhuzamosan tartották Párizsban 1934-ig. Kingsley Macomber adományozta Rochambeau tábornok szobrát Newportnak, Rhode Island székhelyének. A szobor Párizs szobrainak egyik reprodukciója.
A francia haditengerészet elnevezte az egyik fregattját Rochambauénak. A USS Rochambeau egy olyan szállítóhajó volt, amely a második világháború idején szolgálatot tett az Egyesült Államok haditengerészetén. Obama elnök 2009. március 30-án aláírta az Omnibus közterületi törvényt, amely előírta, hogy a Washington-Rochambeau forradalmi útvonalat nemzeti történelmi ösvényként jelöljék. A hidat Rochambeau-nak nevezik a 14. Washington Bridge (Potomac folyó) néven ismert hidak komplexumában, amely Washington DC-t és Virginiát is összeköti. A Brown Egyetem campusának kastélya a Rochambeau House nevet viseli, és a francia minisztérium házai.

### Emlékezete
1809-ben Jean-Charles-Julien Luce de Lancival kiadta Rochambeau Mémoires militaires című történetét, amely Rochambeau történetét és politikájáról szól. Az első kötet egy részét angol nyelvre fordította, és 1838-ban jelentette meg R. de Marshall emlékezeivel együtt a polgárháború idején, az Egyesült Államokban. Az amerikai kampány során folytatott levelezését 1892-ben tették közzé H. Doniol francia történész részvételével az Egyesült Államokban.

### Egyebek
1. Rochambeau fia, a Rochambeau vikomt fontos alakja volt a haiti forradalomnak, a francia forradalomnak és a napóleoni háborúnak.
2. A Rochambeau Középiskola Southbury-ben, a Connecticut államban nevét Rochambeau nevét viseli, ugyanúgy, mint a Rochambeau-híd, amely az Interstate 84 és az Egyesült Államok 6-os autópályáját köti össze Southburyvel és Newtownnal együtt, Connecticut államban (Rochambeau hadserege haladt át itt a függetlenségi háború idején). Vannak különböző bevásárlóközpontok és kisebb utcák, amelyeket Rochambeau tiszteletére neveztek el egész Connecticutban.
3. A francia nyelvű Maryland állambeli nemzetközi iskolát Lycée Rochambeau-nak nevezték el.
4. Egy hídnak a Potomac folyó felett Washingtonban D.C.környékén, szintén Rochambeau a neve.
5. Van egy Rochambeau nevű meghajtó Greenburgh-ben, New York-ban és Virginia-ban, ami nem messze van a Yorktown csatatértől.
6. Van egy Rochambeau avenue nevű sugárút, amelyet a Providence-ben, Rhode Island-ben, valamint a Rochambeau utcán neveztek el mind New Bedford-ban, Massachusettsben, mind a New York-i Dobbs Ferry-ben lehet megtalálni.
7. Van még egy Rochambeau avenue nevű sugárút, amelyet az ő tiszteletére neveztek el a New York-i Bronxban.
8. Van egy Rochambeau Palace nevű hely, Springfield-ben, Virginiában.
9. Van egy Rochambeau szobor Newportban, Rhode Island-ben és egy másik Washington DC-ben Pennsylvania Avenue-n, a Fehér Házban, a la Fayette Parkban, amely szerint az Egyesült Államok Park Szolgálatát Fernand Hamar készítette és az Osne Pal franciaországi öntödéi és 1904. május 24-én, valamint egy emlékszobát emlékeztető George Washington-i találkozóra a New York-i Dobbs Ferry-ben.
10. Van egy Rochambeau játszótér nevű hely, Richmond kerületben San Franciscóban, Kaliforniában.
11. Van egy Rochambeau Farm a New York-i Bedford Corners-i Történelmi Gárda-hegyen.
12. Van egy Rochambeau emlékmű a French Hill-ben, Marionban, Connecticut államban, az Asa Barnes Tavern közelében, a csapatok nyolcadik kempingjében, Connecticuton keresztül, 1781 óta. Hivatkozott számos alkalommal Hamiltonban. Leginkább: "A kódszó Rochambeau, ásson ?! Rochambeau! Megvan a parancsod, menj, ember, menj!" Ez utal a Rochambeau névre, amely úgy hangzik, mint a "rohanás fiúk", és állítólag kódszóként használják.